# 34586 Filipemonteiro
34586 Filipemonteiro este o planetă minoră (asteroid), cu un diametru de 5,526 km, din centura de asteroizi. A fost descoperită pe 30 septembrie 2000 la Stația Anderson Mesa de Lowell Observatory Near-Earth-Object Search. 
Obiectul prezintă o orbită caracterizată de o semiaxă mare de 2,9954036 UAi, o excentricitate de 0,05, o înclinație de 11,56261 ° în raport cu ecliptica.